# Salar de Pujsa
Der Salar de Pujsa ist eine geomorphologische Salzpfanne in der Atacamawüste in Nord-Chile. Er liegt eingebettet in der Hoch-Puna, rund 90 km südöstlich von San Pedro de Atacama.
Der Salar ist die Senke eines 633 km² großen, abflusslosen Wassereinzugsgebiets. Der wichtigste Zufluss ist der Río Alitar, der aus Richtung Norden von der bolivianischen Grenze kommt. Der Fluss bringt 200 l/s Wasser, das für landwirtschaftliche Bewässerung geeignet wäre.
Der 18 km² große Salar hat offene Wasserflächen mit einer variierenden Gesamtausdehnung von 4,5 bis 9 km².